# Prepona sisyphe
Prepona sisyphe är en fjärilsart som beskrevs av Jacob Hübner 1819. Prepona sisyphe ingår i släktet Prepona och familjen praktfjärilar. Inga underarter finns listade i Catalogue of Life.